# Schwertperle

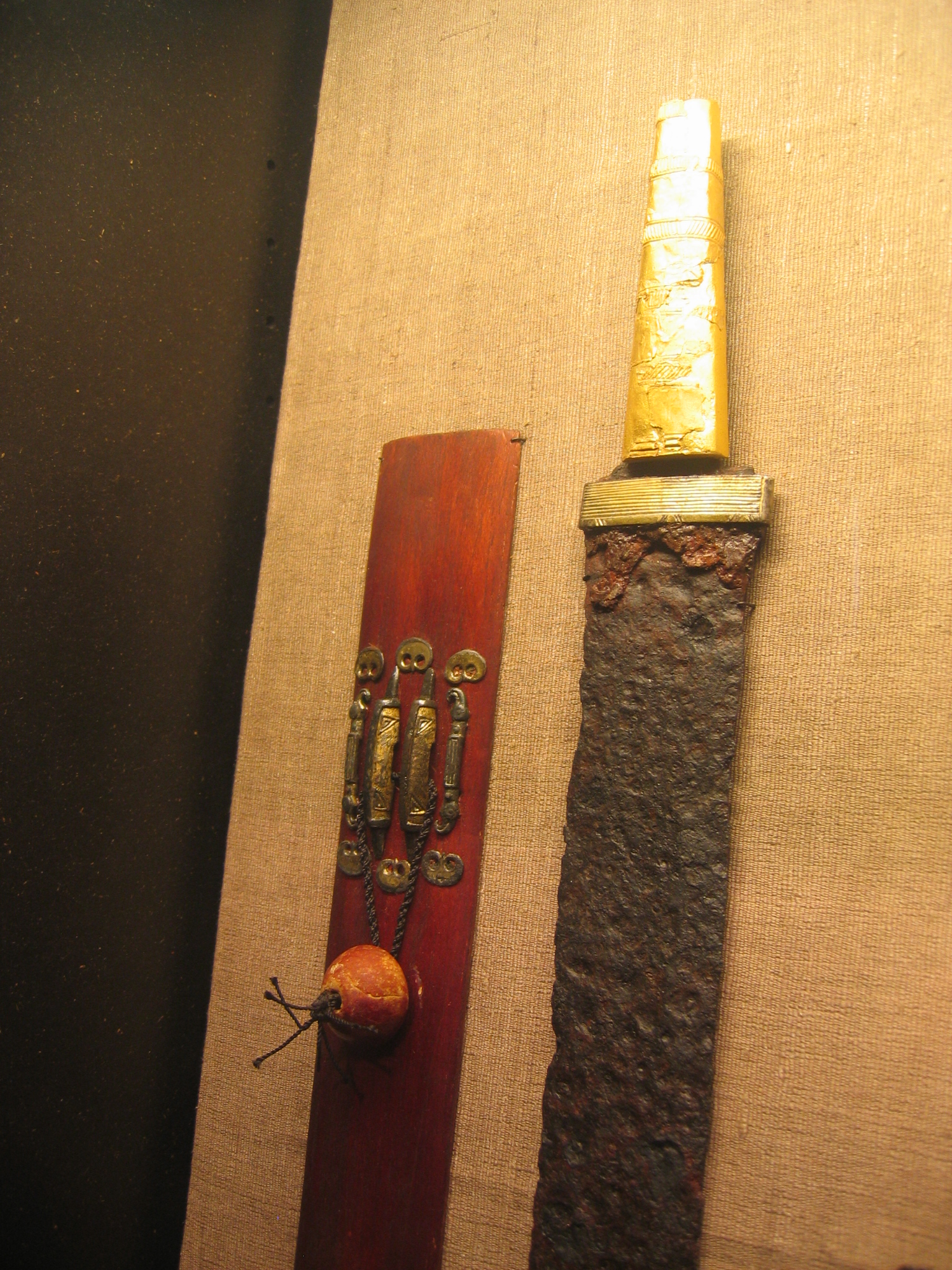
Schwertperle an der Scheide der Goldgriffspatha aus Villingendorf

Die Schwertperle bezeichnet einen Anhänger mit Talisman- oder Amulettfunktion an Schwertern.
Schwertperlen waren aus geschliffenem Glas, Bernstein oder Edelsteinen und teilweise mit Edelmetalleinfassungen. Sie waren entweder direkt an der Schwertscheide oder dem Schwertgriff befestigt oder an einem Band an diesen angehängt. Andere Theorien vermuten, dass Schwertperlen an einem Band am Schwertgriff hingen, um zwischen die Finger geklemmt als Sicherung beim Führen des Schwertes zu dienen.